# Игнатовский сельсовет (Дмитровский район)
Игнатовский сельсовет — упразднённая административно-территориальная единица, существовавшая на территории Московской губернии и Московской области в 1923—1954 годах.
Игнатовский сельсовет был образован в 1923 году в составе Деденевской волости Дмитровского уезда Московской губернии.
По данным 1926 года в состав сельсовета входили село Игнатово, посёлок Икша, деревни Ростиславские выселки, Ртищево I и Ртищево II, Икшанский гвоздильный завод, станция Икша, Игнатовские хутора, железнодорожные будки 48, 39 и 50 километра.
В 1929 году Игнатовский с/с был отнесён к Дмитровскому району Московского округа Московской области. При этом из него был выделен Икшанский сельсовет.
17 июля 1939 года к Игнатовскому с/с были присоединены селения Андреиха, Морозово, Селевкино-Карцево и Селевкино-Юрьево упразднённого Селевкинского с/с.
14 июня 1954 года Игнатовский с/с был упразднён. При этом его территория была передана в Протасовский с/с.